# Monument a Evarist Arnús
El monument a Evarist Arnús va ser una escultura commemorativa de inaugurada el 1895 i situada a la plaça de la Vila de Badalona, obra de Torquat Tasso. Estava dedicada al banquer Evarist Arnús. Va desaparèixer durant la guerra civil i, més tard, el 1942 la família va donar una nova estàtua d'Arnús, obra de Pere Carbonell, inicialment ubicada al mateix espai, però traslladada el 1943 al barri de Casagemes.

## Història
El monument estava dedicat a Evarist Arnús i de Ferrer (1820-1890), banquer i financer català, propietari de terres a Badalona, on tingué una activa vida social. S'erigí en agraïment a l'activitat filantròpica d'Arnús a la vila, defensor del llegat de Vicenç de Roca i Pi, mecenes de diversos badalonins, a més de ser el creador de l'Asil de Sant Andreu, entre d'altres activitats. Segons Àngels Solà, Badalona fou més afavorida pels llegats del banquer que la mateixa ciutat de Barcelona i, com era d'esperar, l'Ajuntament de Badalona va respondre erigint el monument —abans ja l'havia nomenat fill adoptiu—, tanmateix, evidentment, Arnús era el representant dels valors de la burgesia.
L'estàtua fou inaugurada l'11 de maig 1895, diada de Sant Anastasi, patró de la ciutat. Obra de l'escultor Torquat Tasso i Nadal, fou construïda en un costat de la plaça de la Vila, aleshores anomenada plaça del Duc de la Victòria —en honor del general Baldomero Espartero—, al costat de la casa consistorial. El monument seria durant uns anys, un dels elements més característics de la plaça, fins que fou desmuntat, durant la Guerra Civil, arran de la construcció d'un refugi aeri al subsòl de la plaça, que encara es conserva en l'actualitat, i que avui dia serveix de sala d'exposicions.
Badalona va tornar i actualment continua tenint un monument a Arnús. Uns anys després de la guerra, el 1942, quan el net del dedicat, Gonçal Arnús i Pallós, va donar a la ciutat una escultura de bronze del seu avi, que havia estat ubicada abans a la seu de la Banca Arnús. Inicialment instal·lada a la plaça de la Vila, el 23 de maig de 1943 l'Ajuntament decidí traslladar a la plaça del Doctor Niubó, al barri de Casagemes, on continua ubicada actualment. La nova escultura és obra de Pere Carbonell. De l'antiga escultura, no se'n tornà a saber fins a l'any 2004, quan es trobaren restes del pedestal, que havia estat trinxat per reomplir o fer les parets d'unes cases al carrer de la Costa. Tanmateix, de l'estàtua com a tal no se n'ha trobat cap resta.